# Tomotaka Tasaka
Tomotaka Tasaka (田坂 具隆 Tasaka Tomotaka?, 14 de abril de 1902 – 17 de octubre de 1974) fue un director de cine japonés.

## Carrera
Nacido en la prefectura de Hiroshima, comenzó a trabajar en el estudio de Kioto de Nikkatsu en 1924 y, finalmente, saltó a la fama por una serie de películas realistas y humanistas realizadas en el estudio Tamagawa de Nikkatsu a fines de la década de 1930, como Robō no ishi y Tsuchi to heitai, ambas protagonizadas por Isamu Kosugi. Su película de guerra, Gonin no sekkôhei, se proyectó en la competencia del 6.º Festival Internacional de Cine de Venecia.
Tasaka fue víctima del bombardeo atómico de Hiroshima y pasó muchos años recuperándose. Eventualmente reanudó la dirección y ganó el premio al mejor director en los premios Blue Ribbon de 1958 por Hi no ataru sakamichi, protagonizada por Yūjirō Ishihara.
Su hermano, Katsuhiko Tasaka, también fue director de cine, y su esposa, Hisako Takihana, fue actriz.

## Filmografía seleccionada
- Gonin no sekkôhei (五人の斥候兵) (1938)
- Robō no ishi (路傍の石) (1938)
- Tsuchi to heitai (土と兵隊) (1939)
- Ubaguruma (乳母車) (1956)
- Kyō no inochi (今日のいのち) (1957)
- Hi no ataru sakamichi (陽のあたる坂道) (1958)
- Hadakakko (はだかっ子) (1961)
- Mizuumi no Ki (湖の琴) (1966)